# Master Piece
《Master Piece》是日本漫畫家創作的成人漫畫，2018年2月28日由GOT發售單行本。台灣於2020年2月25日由更生文化代理發售中文版。續篇《Master Works》於2023年1月31日發售。
該作後來改編成2話OVA，由PinkPineapple於2019年5月31日和8月30日在日本發售。

## 登場角色
椿原優司
本作的男主角。本名榎木優司。自幼失去父母後由椿原家收養。
椿原蜜拉（OVA聲優：川島梨乃）
由奈和仁奈的母親，優司的養母，獨力將三位孩子長大的單親媽媽。
椿原由奈（OVA聲優：木村彩香）
椿原家長女。仁奈的雙胞胎姊姊。怕生，只喜歡與優司有身體接觸。
椿原仁奈（OVA聲優：未來羽）
椿原家次女。由奈的雙胞胎妹妹。文武雙全、社交和運動能力都很高的她，卻暗中妒忌姊姊與優司親密的關係。

## 出版書籍
| GOT           | GOT                 | 更生文化      | 更生文化            |
| 發售日期      | ISBN                | 發售日期      | ISBN                |
| ------------- | ------------------- | ------------- | ------------------- |
| 2018年2月28日 | ISBN 978-4814800681 | 2020年2月25日 | ISBN 978-9869775434 |

## OVA
OVA《Master Piece THE ANIMATION》是PinkPineapple發售的成人動畫，共2卷，於2019年5月31日及8月30日發售。兩部作品於2022年1月分別獲得FANZA成人動畫月度排行榜第一及第四位。